# 大口钦站
大口钦站位于中国吉林省吉林市龙潭区大口钦镇，建于1966年，为沈阳铁路局管辖的四等站。经过的铁路有吉舒铁路。

## 历史
建于1966年。
1. ↑  铁道部电子计算技术中心, 铁道部运输局. . 北京: 中国铁道出版社. 1998: 159. ISBN 9787113030995.